# Constant Ambroise Roux
Constant Ambroise Roux (nacido el 20 de abril de 1869 en Marsella y fallecido el 17 de noviembre de 1942 en la misma ciudad) es un escultor francés

## Biografía
Constant Roux comienza como escultor sobre madera con el artista ebanista marsellés Blanqui ; 
Estudia Bellas Artes en la Escuela Superior de Bellas Artes de Marsella donde es alumno de Émile Aldebert, André Marie Guindon y Antoine Théodore Jourdan.
En París, es admitido en los talleres de Coutan, Jules Cavelier y Louis-Ernest Barrias en la Escuela nacional superior de bellas artes.
En 1894, obtiene el primer Premio de Roma de escultura, con una obra basada en el tema de : "Achille que se entera de la muerte de Patroclio se reviste de sus armas para vengar a su amigo".

Está enterrado en el Cementerio Saint-Pierre de Marsella.

## Obras
Gran parte de las esculturas se hallan en colecciones partículares de Estados Unidos y de Japón.
- Veinte paneles sobre el hombre primitivo encargados por el príncipe Alberto I de Monaco para decorar el exterior del Instituto de paleontología humana de París ;

- el Memorial a los diputados muertos por la patria en el costado del Palacio Bourbon, en el cual se encuentran también bajo relieves: el Agua, el Fuego, el Otoño y el Invierno, en decoración de la Cantina (inspirados por Bouchardin);

- la République, mármol blanco, en la escalera de honor de la prefectura de Bouches-du-Rhône ;

- la Ciencia descubriendo las maravillas del Océano[2] (en homenaje al Príncipe Alberto de Mónaco) sobre el terraplén del palacio principal de Mónaco
- La Francia armada, bronce coronando el monumento a los Mobiles de Bouches-du-Rhône frente a la iglesia de los Reformadores en la cima de la Canebière en Marseille que recuerda a los soldados de la guardia móvil, cuerpo de reservistas movilizado por el gobierno durante la guerra franco alemana de 1870.

- Jean Bouin, bronce ofrecido por los amigos del deporte de ayer y de hoy, para el cuerpo de honor del Estadio Velódromo de Marsella etc...

- Panel decorativo en gres esmaltado de Sèvres, titulado « El Agua» fechado en 1904 (Donación de la Manufactur national de Sèvres en 1906 al museo La Piscina, Museo de Arte y de Industria (Roubaix) ;, N°Inv : 4363-1441-119)